# Briefmarken-Jahrgang 1955 der Deutschen Bundespost Berlin
Der Briefmarken-Jahrgang 1955 der Deutschen Bundespost Berlin umfasste neun Sondermarken. In diesem Jahr wurden in Berlin keine Dauermarken herausgegeben.
Der Nennwert der Marken betrug 1,67 DM; dazu kamen 0,28 DM als Zuschlag für wohltätige Zwecke.

## Liste der Ausgaben und Motive
Legende
- Bild: Eine bearbeitete Abbildung der genannten Marke. Das Verhältnis der Größe der Briefmarken zueinander ist in diesem Artikel annähernd maßstabsgerecht dargestellt. Sollten keine Marken abgebildet sein, liegt es daran, dass das Urheberrecht des Künstlers noch nicht erloschen ist.
- Beschreibung: Eine Kurzbeschreibung des Motivs und/oder des Ausgabegrundes. Bei ausgegebenen Serien oder Blocks werden die zusammengehörigen Beschreibungen mit einer Markierung versehen eingerückt.
- Wert: Der Frankaturwert der einzelnen Marke in Pfennig. Ein „+“ bedeutet, dass es sich um eine Zuschlagsmarke handelt (= Frankaturwert + Spende).
- Ausgabedatum: Das Datum des erstmaligen Verkaufs dieser Briefmarke.
- Gültig bis: Das Datum, an dem die Gültigkeit endete.
- Auflage: Soweit bekannt, wird hier die zum Verkauf angebotene Anzahl dieser Ausgabe angegeben.
- Entwurf: Soweit bekannt, wird hier angegeben, von wem der Entwurf dieser Marke stammt.
- Mi.-Nr.: Diese Briefmarke wird im Michel-Katalog unter der entsprechenden Nummer gelistet.

| Sondermarken | |                  |                       |                   |            |                  |         |
| Bild         | Beschreibung | Werte in Pfennig | Ausgabe- datum (1955) | gültig bis        | Auflage    | Entwurf          | Mi.-Nr. |
|              | Stapellauf der MS Berlin - Die Berlin, zuvor Gripsholm unter schwedischer Flagge, bei ihrem Stapellauf und ihrer Umbenennung nach Umbau 1955                         | 10               | 12. März              | 31. Dezember 1956 | 21.865.000 | Schulz           | 126     |
|              | - Die Berlin, zuvor Gripsholm unter schwedischer Flagge, bei ihrem Stapellauf und ihrer Umbenennung nach Umbau 1955                                                  | 25               | 12. März              | 31. Dezember 1956 | 5.020.000  | Schulz           | 127     |
|              | Zum 1. Todestag von Wilhelm Furtwängler (1886–1954) Dirigent und Komponist                                                                                           | 40               | 17. September         | 31. Dezember 1956 | 1.500.000  | Leon Schnell     | 128     |
|              | Deutscher Bundestag in Berlin - Bundesadler und Wappen Berlins | 10               | 17. Oktober           | 31. Dezember 1956 | 5.000.000  | Rudolf Gerhardt  | 129     |
|              | - Bundesadler und Wappen Berlins | 20               | 17. Oktober           | 31. Dezember 1956 | 1.000.000  | Rudolf Gerhardt  | 130     |
|              | Tag der Briefmarke Preußischer Feldpostillon, um 1760 Zuschlagmarke zugunsten der Philatelie                                                                         | 25+10            | 27. Oktober           | 31. Dezember 1956 | 750.000    | Alfred Goldammer | 131     |
|              | 25 Jahre Bistum Berlin - Figur des Bischofs St. Otto (1060–1139), auch Apostel der Pommern genannt Zuschläge zugunsten des Wiederaufbaus im Krieg zerstörter Kirchen | 7+3              | 26. November          | 31. Dezember 1957 | 1.300.000  | Rudolf Gerhardt  | 132     |
|              | - Figur der Herzogin St. Hedwig (1174–1243), auch Schutzpatronin von Görlitz, mit einem Modell der St.-Hedwigs-Kathedrale                                            | 10+5             | 26. November          | 31. Dezember 1957 | 1.300.000  | Rudolf Gerhardt  | 133     |
|              | - Figur des Apostels St. Petrus, 1. Bischof von Rom | 20+10            | 26. November          | 31. Dezember 1957 | 1.300.000  | Rudolf Gerhardt  | 134     |